# Воган, Эдвард
Эдвард Воган, также Вауган или Воуган (?— 27.06.1715) — капитан-командор русского флота.

## Биография
По происхождению англичанин. К 1713 году дослужился в английском флоте до звания капитана (командовал 50-пушечным кораблём), в конце кампании 1713 года выбыл с английской службы, об исполнении которой имел крайне положительные отзывы.
В том же звании 18 января 1714 года принят в российский флот при содействии Ф. С. Салтыкова. В кампанию 1714 года командовал кораблём «Перл».
1 января 1715 года Вогану было присвоено звание капитан-командора. В мае был назначен командиром эскадры белого флага или кордебаталии флота в составе 7 кораблей, включая флагманский «Нарва», 1 фрегат и 4 шнявы.
27 июня 1715 года в первом часу пополуночи, находясь на рейде Котлина на подчинённом ему корабле «Нарва», погиб вместе с подавляющей частью команды при взрыве корабельного порохового погреба от удара молнии. Тело Вогана было найдено мёртвым в постели.